# 트와이온 슈퍼카스
트와이온 슈퍼카스(영어: Trion Supercars)는 미국 캘리포니아주 오렌지군에 위치한 기업이다.

## 역사
2012년 5월에 미국의 자동차 엔지니어인 리처드 패터슨이 설립한 기업으로 2015년 7월에 트와이온 네미시스 컨셉 차량을 발표했다. 2016년 1월에 실리콘밸리 모터쇼에서 트와이온 네미시스 RR 차량이 최초로 공개했으며, 같은 해 11월에 로스앤젤레스 모터쇼에 모델이 공개되었다.

## 모델

### 트와이온 네미시스 RR
미드십 엔진 4륜 구동 스포츠카로 엔진의 경우 V8형 엔진이 탑재되었고 최대 마력은 2000마력이다. 향후 부가티 시론과 코닉세그 원 모델과 경쟁이 예상된 모델로 현재 이 모델은 선주문이 가능하다. 2017년 2월, 과급기 트윈 터보 차저를 기반으로 한 V8형 엔진을 개발할 예정이나, 세부적인 사항은 공개되지 않았다.

### 블랙옵스 에디션
기존 트와이온 네미시스 RR 모델의 한정 모델로 내부 조명 및 서스펜션과 엔진이 개선된 것이 특징이다.

### 트와이온 네미시스 GT
향후 생산 예정인 차량으로, 최고 속도는 350km/h, 3.5초 안에 96km/h를 경신할 예정으로 최대 마력은 1400마력을 목표로 개발 예정인 차량이다.

### 트와이온 네미시스 ER
향후 하이브리드형 스포츠카로 생산될 예정으로, 최대 1200마력을 목표로 개발 예정인 차량이나 세부적인 사향은 별도로 공개되지 않았다.

### 트와이온 네미시스 E
향후 전기자동차 모델을 기반으로 생산될 예정으로, 최대 2000마력을 목표로 개발 예정인 차량이나 세부적인 사향은 별도로 공개되지 않았다.